# Schwerbehindertenrecht (Deutschland)
Das Schwerbehindertenrecht ist ein Teilgebiet des Behindertenrechts, das die besonderen Regelungen zur Teilhabe von Schwerbehinderten und diesen gleichgestellten behinderten Menschen in Deutschland umfasst. Diese Regelungen enthält Teil 3 des Neunten Buch Sozialgesetzbuch (§ 151 SGB IX). 
Menschen sind im Sinne des Teils 3 schwerbehindert, wenn bei ihnen ein Grad der Behinderung von wenigstens 50 vorliegt (§ 2 Abs. 2 SGB IX). Schwerbehinderten Menschen gleichgestellt werden sollen Menschen mit Behinderungen mit einem Grad der Behinderung von weniger als 50, aber wenigstens 30, wenn sie infolge ihrer Behinderung ohne die Gleichstellung einen geeigneten Arbeitsplatz nicht erlangen oder nicht behalten können (gleichgestellte behinderte Menschen).
Nicht zum Schwerbehindertenrecht gezählt werden die Regeln nach dem Bundesversorgungsgesetz (BVG) über die Versorgung von Personen, die durch militärische oder militärähnliche Dienstverrichtungen gesundheitliche Schädigungen erlitten haben, wenngleich die für die Durchführung des BVG zuständigen Behörden (Versorgungsämter) auch das Vorliegen einer Behinderung und den Grad der Behinderung feststellen und dabei die Maßstäbe der gem. § 30 BVG erlassenen Versorgungsmedizin-Verordnung entsprechend gelten (§ 241 Abs. 5, § 153 Abs. 2 SGB IX).

## Zweck des Schwerbehindertenrechts
Gefördert werden sollen die Selbstbestimmung und gleichberechtigte Teilhabe am Leben in der Gesellschaft. Des Weiteren sollen durch das Schwerbehindertenrecht Benachteiligungen von Behinderten vermieden bzw. entgegengewirkt werden. Das Schwerbehindertenrecht wurde nach der Rechtsprechung des Bundessozialgerichts „allein zum Schutz“ der schwerbehinderten Menschen konzipiert.

## Grad der Behinderung
Das Vorliegen der Behinderung und deren Ausmaß werden als sogenannter Grad der Behinderung (GdB) auf Antrag des Betroffenen durch die zuständigen Behörden (u. a. Versorgungsämter) festgestellt. Der GdB wird – zwischen 20 und 100 – in Zehnerschritten (oft fälschlich als „Prozent“ bezeichnet) bemessen.
- Eine Behinderung liegt vor, wenn die körperliche Funktion, geistige Fähigkeit oder seelische Gesundheit einer Person mit hoher Wahrscheinlichkeit länger als sechs Monate von dem für das Lebensalter typischen Zustand abweichen und daher die Teilhabe dieser Person am Leben in der Gesellschaft beeinträchtigt ist (§ 2 Abs. 1 Satz 1 SGB IX). Eine Behinderung wird von der zuständigen Behörde ab einem Grad der Behinderung von 20 festgestellt (§ 152 Abs. 1 Satz 6 SGB IX).

NEU Lt. Rechtsänderung durch Art. 1 BTHG gilt ab 2018: „Menschen mit Behinderungen sind Menschen, die körperliche, seelische, geistige oder Sinnesbeeinträchtigungen haben, die sie in Wechselwirkung mit einstellungs- und umweltbedingten Barrieren an der gleichberechtigten Teilhabe an der Gesellschaft mit hoher Wahrscheinlichkeit länger als sechs Monate hindern können.“
- Eine Schwerbehinderung wird von der zuständigen Behörde ab einem Grad der Behinderung von 50 festgestellt. Liegen mehrere Beeinträchtigungen vor, so wird der GdB im Wege einer Gesamtschau festgesetzt (§ 152 Abs. 3 Satz 1 SGB IX). Dabei werden alle Funktionsbeeinträchtigungen berücksichtigt, die wenigstens einen Einzel-GdB von 10 haben (§ 152 Abs. 1 Satz 4 SGB IX).
- Die Gleichstellung mit Schwerbehinderten durch die Bundesagentur für Arbeit auf Antrag des Betroffenen soll ab einem GdB von 30 erfolgen, wenn aufgrund der Behinderung ansonsten ein Arbeitsplatz nicht erlangt oder behalten werden kann (§ 2 Abs. 3, § 151 Abs. 2 SGB IX).[2]

Darüber hinaus gibt es noch verschiedene Merkzeichen, die bei besonderer Ausprägung der Schwerbehinderung erteilt werden: „G“ (erheblich gehbehindert), „aG“ (außergewöhnlich gehbehindert), „B“ (auf der Vorderseite des Schwerbehindertenausweises steht „Die Berechtigung zur Mitnahme einer Begleitperson ist nachgewiesen.“), „H“ (hilflos), „BL“ (blind), „RF“ (Ermäßigung des Rundfunkbeitrags auf Antrag/Sozialtarif bei der Deutschen Telekom), „GL“ (gehörlos).
Die Einstufung erfolgt seit 2009 nach den Grundsätzen der Versorgungsmedizin-Verordnung.
Auch Kriegsbeschädigungen sind in das gleiche System eingebunden; ein Anspruch auf eine Rente nach dem Bundesversorgungsgesetz (Kriegsbeschädigtenrente) besteht aber nur auf die anteiligen kriegsbedingten Schädigungsfolgen.

## Antragstellung
Das Vorliegen einer Behinderung und der Grad der Behinderung werden nur auf Antrag des behinderten Menschen durch die nach Landesrecht zuständigen Behörden (meist Versorgungsamt genannt) festgestellt.

## Bescheid der zuständigen Behörde
Die zuständige Behörde teilt die Einstufung in einem Bescheid mit. Dieser Feststellungsbescheid kann mit einem Widerspruch und – falls dieser nicht zum gewünschten Erfolg führt – über ein Verfahren vor dem Sozialgericht angefochten werden.
Dieser Bescheid ist nur für den Betroffenen bestimmt und nicht zum Nachweis der Behinderung gegenüber Behörden, Arbeitgebern usw., weil darin unter anderem die medizinische Diagnose aufgeführt ist: Im zugehörigen Merkblatt ist ausdrücklich erwähnt, dass niemand das Recht hat, Einblick in diesen Bescheid zu verlangen. Es kommt jedoch immer wieder vor, dass Personalverwaltungen die Vorlage des Feststellungsbescheids verlangen; dazu sind schwerbehinderte Menschen nach der Rechtsprechung nicht verpflichtet.

## Schwerbehindertenausweis
Die zuständigen Behörden stellen auch den Schwerbehindertenausweis aus, der zum Nachweis der Behinderung gegenüber Behörden, Arbeitgebern usw. bestimmt ist. Er ist in der Regel auf fünf Jahre befristet. Die Befristung der Schwerbehindertenausweise ist von Bundesland zu Bundesland unterschiedlich. In Hessen beispielsweise werden die Schwerbehindertenausweise, wenn keine Nachprüfung von Amts wegen vorgesehen ist, auf 15 Jahre oder bis zum 90. Lebensjahr ausgestellt und dann jeweils verlängert. Die Praxis geht in der hessischen Versorgungsverwaltung allerdings dahin, dass nach Möglichkeit die Ausweise unbefristet ausgestellt werden. Bis zur Vollendung des 9. Lebensjahres werden die Schwerbehindertenausweise ohne Lichtbild ausgestellt, ab dem 10. Lebensjahr wird die Ausstellung eines Ausweises mit Lichtbild erforderlich.

## Gleichstellung mit schwerbehinderten Menschen
Personen mit einem Grad der Behinderung von weniger als 50, aber wenigstens 30, können auf Antrag einem schwerbehinderten Menschen gleichgestellt werden, wenn sie infolge ihrer Behinderung ohne die Gleichstellung einen geeigneten Arbeitsplatz nicht erlangen oder nicht behalten können. Die Gleichstellung erfolgt auf Antrag des behinderten Menschen durch die für seinen Wohnort zuständige Agentur für Arbeit. Für gleichgestellte behinderte Menschen gelten dieselben Regelungen des Schwerbehindertenrechts wie für schwerbehinderte Menschen, mit Ausnahme des Anspruchs auf Zusatzurlaub (§ 208 SGB IX) und des Anspruchs auf unentgeltliche Beförderung im öffentlichen Personenverkehr. Gleichgestellte behinderte Menschen haben keinen Anspruch auf die Altersrente für schwerbehinderte Menschen.
In einzelnen Ländern wie Baden-Württemberg (§ 23 AzUVO) und Hessen (§ 13 HUrlVO) gibt es aber auch für bestimmte behinderte bzw. gleichgestellte Beschäftigte mit einem GdB unter 50 einen Zusatzurlaub bis maximal drei Tagen nach Landesurlaubsrecht.

## Rechtsfolgen einer Schwerbehinderung
Schwerbehinderte Menschen erhalten zum Ausgleich behinderungsbedingter Nachteile oder Mehraufwendungen besondere Hilfen (Nachteilsausgleich). Sie werden unter anderem durch folgende Regelungen geschützt und gefördert:

### Besonderer Kündigungsschutz
Schwerbehinderte und gleichgestellte behinderte Menschen haben bei Arbeitsverhältnissen einen besonderen Kündigungsschutz (§§ 168 bis 175 SGB IX). Ihnen darf ordentlich oder außerordentlich nur gekündigt werden, wenn das Integrationsamt vorher zugestimmt hat. Eine ohne Zustimmung ausgesprochene Kündigung ist unwirksam.
Voraussetzung für den besonderen Kündigungsschutz ist, dass das Arbeitsverhältnis zum Zeitpunkt des Zugangs der Kündigungserklärung bereits länger als sechs Monate andauert. Die Kündigungsfrist beträgt dann mindestens vier Wochen (§ 169 SGB IX). Eine bestimmte Größe des Betriebs ist dagegen (anders als beim allgemeinen Kündigungsschutz) nicht erforderlich.
Die Schwerbehinderung oder die Gleichstellung muss bei Zugang der Kündigung bereits durch die zuständige Behörde festgestellt worden sein oder der entsprechende Antrag auf Anerkennung oder Gleichstellung muss bereits mindestens drei Wochen vor dem Zugang der Kündigung gestellt worden sein (§ 173 Abs. 3 SGB IX). Der besondere Kündigungsschutz besteht aber stets auch bei offensichtlicher Schwerbehinderung.
Die Unwirksamkeitsfolge tritt auch dann ein, wenn der Arbeitgeber von der Schwerbehinderung oder Gleichstellung nichts wusste, sofern der Gekündigte den Arbeitgeber innerhalb einer Frist von drei Wochen nach Kündigungszugang über seinen Behindertenstatus oder den gestellten Antrag informiert.
Die Kündigung gilt als von Anfang an rechtswirksam, wenn der schwerbehinderte Arbeitnehmer nicht innerhalb von drei Wochen nach Zugang der Kündigung Kündigungsschutzklage beim Arbeitsgericht erhoben hat (§ 7 in Verbindung mit § 4 KSchG). Die Frist läuft aber erst ab Bekanntgabe der Entscheidung des Integrationsamtes an den Arbeitnehmer (§ 4 Satz 4 KSchG). Hat der Arbeitgeber keine Zustimmung beantragt oder erhalten, läuft die Frist also nicht.

### Zusatzurlaub
Schwerbehinderte Menschen (nicht: ihnen Gleichgestellte) haben nach § 208 SGB IX Anspruch auf bezahlten zusätzlichen Urlaub von einer Arbeitswoche, meist fünf Tage, im Kalenderjahr. Ist die Schwerbehinderteneigenschaft nicht für das gesamte Kalenderjahr festgestellt, so hat der schwerbehinderte Mensch für jeden vollen Monat der im Beschäftigungsverhältnis vorliegenden Behinderteneigenschaft einen Anspruch auf ein Zwölftel des Zusatzurlaubs. Bruchteile von Urlaubstagen, die mindestens einen halben Tag ergeben, sind auf volle Urlaubstage aufzurunden.

### Besondere Rentenart möglich
Schwerbehinderte Menschen können die Altersrente für schwerbehinderte Menschen gemäß § 37 SGB VI in Anspruch nehmen, wenn sie bei Beginn der Rente als schwerbehindert anerkannt sind, die Wartezeit von 35 Jahren zurückgelegt haben und die maßgebliche Altersgrenze erreicht haben. Für die Anerkennung einer Schwerbehinderung muss ein Behinderungsgrad von mindestens 50 vorliegen, eine Gleichstellung reicht nicht.
Die Altersgrenze beträgt zurzeit noch 63 Jahre und gilt noch für Versicherte, die vor dem 1. Januar 1952 geboren sind. Für Versicherte des Geburtsjahrgangs 1952 erhöht sich die Altersgrenze auf 63 Jahre und einen Monat, sie steigt für die weiteren Jahrgänge weiter schrittweise an, bis sie für im Jahr 1964 oder später geborene 65 Jahre erreicht hat.
Es ist möglich, die Altersrente für schwerbehinderte Menschen schon bis zu drei Jahre vor der jeweils maßgeblichen Altersgrenze in Anspruch zu nehmen. Die vorzeitige Inanspruchnahme führt jedoch dazu, dass sich die Rentenhöhe um bis zu 10,8 % mindert.
Für bestimmte Versicherte gelten verschiedene Vertrauensschutzregelungen § 236a SGB VI, die dazu führen, dass bei der vorzeitigen Rente die Abschläge entfallen. Das betrifft etwa Versicherte, die vor dem 1. Januar 1952 geboren sind und die bereits am 16. November 2000 als schwerbehindert anerkannt waren.
Schwerbehinderte Beamte im Sinne des § 2 Absatz 2 des SGB IX (GdB ≥ 50) können nach § 52 Absatz 1 BBG (Bundesbeamtengesetz) auf Antrag nach Vollendung des 62. Lebensjahr in den Ruhestand (Pension) versetzt werden. Bei vor dem 1. Januar 1952 geborenen Staatsdienern ist dies schon ab dem 60. Lebensjahr möglich (§ 52 Absatz 2 BBG). Für die 1952 bis 1963 geborenen Beamten ergibt sich ein stufenweise erhöhtes Pensionseintrittsalter. In den Landesbeamtengesetzen der einzelnen Bundesländer können davon abweichende Regelungen vorliegen. So erlaubt das Bayerische Beamtengesetz (BayBG Art. 64 Abs. 1) die Ruhestandsversetzung ab dem 60. Lebensjahr (vorläufig) noch ohne Geburtsjahresregelung.

### Steuerliche Nachteilsausgleiche
Abhängig vom Grad der Behinderung können Steuervergünstigungen (zum Beispiel Pauschbeträge ab einem GdB von 20), Kfz-Steuer-Ermäßigung (Feststellung von Merkzeichen „G“) oder Kfz-Steuerbefreiung (Feststellung von Merkzeichen „aG“ oder „H“ bei bestimmten Schwerbehinderungen oder festgestellten Merkzeichen) geltend gemacht werden.

### Beschäftigungspflicht des Arbeitgebers
Private und öffentliche Arbeitgeber mit mindestens 20 Arbeitsplätzen sind verpflichtet, auf mindestens fünf Prozent der Arbeitsplätze schwerbehinderte Menschen zu beschäftigen. Dabei sind schwerbehinderte Frauen besonders zu berücksichtigen. Solange der Arbeitgeber die vorgeschriebene Zahl schwerbehinderter Menschen nicht beschäftigt, muss er für jeden unbesetzten Pflichtarbeitsplatz monatlich eine Ausgleichsabgabe zahlen. Mit dieser Abgabe sollen anderweitig Arbeitsplätze für schwerbehinderte Menschen finanziert werden. Ein individueller Anspruch auf Abschluss eines Arbeitsvertrags, ein Einstellungsanspruch also, ist aber gesetzlich nicht vorgesehen (§ 15 Abs. 6 AGG), sondern ausdrücklich ausgeschlossen laut AGG, "es sei denn, ein solcher ergibt sich aus einem anderen Rechtsgrund".

### Anspruch auf behinderungsgerechte Beschäftigung
Im Unterschied zur Einstellung haben schwerbehinderte und gleichgestellte behinderte Menschen aber bei bestehendem Arbeitsverhältnis einen einklagbaren Anspruch auf eine Beschäftigung, „bei der sie ihre Fähigkeiten und Kenntnisse möglichst voll verwerten und weiterentwickeln können“ und daneben Ansprüche auf bevorzugte Berücksichtigung bei innerbetrieblichen Bildungsmaßnahmen und anderen Maßnahmen, die ihre berufliche Integration fördern. Dieser gesetzliche „Anspruch“ gem. dem Wortlaut des § 164 Abs. 4 SGB IX entfällt nur, wenn die Maßnahme für den Arbeitgeber unzumutbar ist oder mit unverhältnismäßigen Aufwendungen verbunden ist. Dieser gesetzliche Anspruch zwingt etwa einen Arbeitgeber, soweit dies vertraglich möglich ist, im Wege des Arbeitsplatztauschs einen nicht behinderten Arbeitnehmer auf den Arbeitsplatz eines schwerbehinderten Arbeitnehmers zu versetzen und umgekehrt, wenn der schwerbehinderte Beschäftigte an dem anderen Arbeitsplatz beruflich besser integriert werden kann, seine Arbeitskraft erhalten oder wieder erlangen kann.

### Diskriminierungsverbot
Aufgrund der europäischen Antidiskriminierungs-Richtlinie 2000/78/EG wurde ab 1. Juli 2001 mit § 81 Abs. 2 SGB IX a. F. und ab 18. August 2006 mit § 81 Abs. 2 Satz 2 SGB IX n. F. in Verbindung mit dem Allgemeinen Gleichbehandlungsgesetz (AGG) ein Diskriminierungsverbot für schwerbehinderte Menschen geschaffen (seit 2018 in § 164), das im Fall der Diskriminierung eines schwerbehinderten Menschen insbesondere bei Einstellung, beim beruflichen Aufstieg oder bei Kündigung einen Schadensersatzanspruch vorsieht und eine erhebliche Beweiserleichterung zugunsten der schwerbehinderten Beschäftigten (Beweislastumkehr zu Lasten des Arbeitgebers, wenn Tatsachen glaubhaft gemacht werden, die eine Benachteiligung des schwerbehinderten Menschen vermuten lassen). Gleichzeitig ist aber danach ein Anspruch auf Einstellung ausgeschlossen und eine bloße Entschädigung in Geld vorgesehen. Bei bloß „formeller“ Diskriminierung, wenn also der schwerbehinderte Bewerber bei diskriminierungsfreier Auswahl nicht eingestellt worden wäre, ist der Schadensersatzanspruch auf drei Monatsverdienste beschränkt.

### Fragerecht bei Einstellung – Offenbarung einer Schwerbehinderung
Ob eine anerkannte Schwerbehinderung bei einer Einstellung unaufgefordert zu offenbaren bzw. auf Nachfrage etwa in einem Personalbogen oder bei Vorstellungsgesprächen anzugeben ist, war früher nach dem SchwbG umstritten. Nach ganz überwiegender Auffassung in der neueren Fachliteratur zum SGB IX sowie der neueren ober- und höchstrichterlichen Rechtsprechung (z. B. ArbG Berlin, 7. Oktober 2008, 8 Ca 12611/08; LAG Hamm, 19. Oktober 2006, 15 Sa 740/06, 15 Sa 740/06, Gründe II.1.a) und b); BAG, 18. September 2014, 8 AZR 759/13, Entscheidungsgründe B V 6 a) wie folgt: „Eine Pflicht zur Offenbarung der Schwerbehinderung schon bei einer Bewerbung besteht grundsätzlich nicht, ebenso wenig wie ein grundsätzliches Fragerecht des Arbeitgebers“) ist aber jedenfalls seit der gesetzlichen Neuregelung des Antidiskriminierungsrechts durch § 164 Abs. 2 Satz 2 SGB IX in Verbindung mit dem AGG die „tätigkeitsneutrale“ Frage nach einer Schwerbehinderung (entgegen der früheren Rechtsprechung des Bundesarbeitsgerichts zur alten Rechtslage vor dem 1. Juli 2001) unzulässig bzw. diskriminierend und darf daher, wenn sie gestellt wird (ähnlich wie die Frage nach einer bestehenden Schwangerschaft), ohne Rechtsfolgen auch dann verneint werden, wenn formell die Schwerbehinderteneigenschaft amtlich festgestellt ist. Zulässig bleiben aber weiterhin konkrete arbeitsplatzbezogene Fragen, die sich auf die gesundheitliche Eignung eines Stellenbewerbers für eine bestimmte Stelle und die damit ggf. verbundenen besonderen gesundheitlichen Anforderungen beziehen. Da aber dann zukünftig ein Arbeitgeber nicht mehr erfahren würde, ob und wie viele schwerbehinderte oder gleichgestellte behinderte Menschen er beschäftigt und deshalb (bei jahresdurchschnittlich monatlich mindestens 20 Arbeitsplätzen) verpflichtet bliebe, die gesetzliche Ausgleichsabgabe zu bezahlen, obwohl er die gesetzliche Beschäftigungsquote tatsächlich erfüllt, wird vereinzelt in der Fachliteratur eine Verpflichtung der Arbeitnehmer angenommen, die Tatsache ihrer anerkannten Schwerbehinderung jedenfalls nach Ablauf der sechsmonatigen Wartezeit, nach der der besondere Kündigungsschutz greift, dem Arbeitgeber zu offenbaren.

### Studium mit Behinderung
An Hochschulen kommt Menschen mit Behinderung besondere Aufmerksamkeit wie das Recht auf verlängerte Prüfung sowie weitere Nachteilsausgleiche zugute. Die Prüfungsordnung muss nach § 16 Satz 4 HRG die besonderen Belange von behinderten Studierenden berücksichtigen, um die Chancengleichheit zu wahren. Aktuell sind 8 % der Studierenden aufgrund einer gesundheitlichen Schädigung eingeschränkt. Davon sind 4 % mittel bis schwer beeinträchtigt.
Angemessene Vorkehrungen: Die näheren Voraussetzungen des Rechts schwerbehinderter Studierender auf angemessene Vorkehrung hat das Verwaltungsgericht Halle mit Urteil vom 20. November 2018, 6 A 139/17HAL, kürzlich sehr schön herausgearbeitet.

## Selbstbestimmtes Leben – Pflege im gewohnten Zuhause
SGB im Jahr 2009: Große Fortschritte für das Recht der Pflege von Schwerbehinderten in ihrem Zuhause mit ausreichender finanzieller Förderung. Im IHP3 Handbuch zur individuellen Hilfeplanung des Landschaftsverbandes Rheinland wurde ein trägerübergreifendes persönliches Budget für Schwerbehinderte definiert. Damit wird eine konkrete Hilfeplanung eben auch für zuhause – und nicht nur im Heim – garantiert.
Das IHP3 basiert auf den Richtlinien des aktualisierten SGB aus dem Jahr 2009. Die WHO verabschiedete im Mai 2001 das Recht auf selbstbestimmtes Leben für schwerbehinderte Menschen (Art. 19 UN-BRK). Es fand in der europäischen und deutschen Gesetzgebung nach der Ratifizierung (2008) im Jahr 2009 Eingang in das deutsche Sozialgesetzbuch.

## Schwerbehindertenvertretung/Vertrauensperson
Schwerbehinderte Beschäftigte wählen eine Schwerbehindertenvertretung (§ 177 SGB IX), die neben dem Betriebsrat oder Personalrat die Interessen speziell dieser Beschäftigten wahrzunehmen hat.

## Integrationsamt
Das Integrationsamt („Amt für die Sicherung der Integration schwerbehinderter Menschen im Arbeitsleben“) nach § 184 Abs. 1 Nr. 1 SGB IX, in Baden-Württemberg, Bayern, Berlin, NRW und Saarland als Inklusionsamt bezeichnet,
- fördert und sichert die berufliche Eingliederung von schwerbehinderten und ihnen gleichgestellten Menschen in den allgemeinen Arbeitsmarkt,
- berät schwerbehinderte und ihnen gleichgestellte Menschen und ihre Arbeitgeber bei der Schaffung und Sicherung der Arbeitsplätze,
- gewährt finanzielle Leistungen an schwerbehinderte und ihnen gleichgestellte Menschen und Arbeitgeber,
- entscheidet unter Abwägung der Arbeitgeber- und Arbeitnehmerinteressen über Anträge auf Zustimmung zur Kündigung.

## Statistik
Das Statistische Bundesamt veröffentlicht alle zwei Jahre die Statistik der schwerbehinderten Menschen. Die Daten stammen von den Versorgungsämtern, die zuständig für die Anerkennung der Behinderung sind.